# Manuel Marrero Cruz
Manuel Marrero Cruz (ur. 11 lipca 1963) – kubański polityk i architekt. W latach 2004–2019 minister turystyki. Od 21 grudnia 2019 premier Kuby.